# Denise Krebs
Denise Krebs (* 27. Juni 1987 in Heilbronn, Baden-Württemberg) ist eine ehemalige deutsche Mittelstreckenläuferin. Sie trat auch bei Langstaffeln an.

## Karriere
Krebs wurde 2006 im Erwachsenenbereich beim 1500-Meter-Lauf Deutsche Hallenmeisterin und Deutsche Jugendmeisterin bei den U20. In dieser Altersklasse führte sie am Jahresende über die 1500 Meter auch die deutsche Jahresbestenliste an. International schied sie bei den Juniorenweltmeisterschaften (U20) im Vorlauf aus.
2007, 2008 und 2009 wurde Krebs über diese Distanz Deutsche Juniorenmeisterin (U23). Bei den U23-Europameisterschaften 2009 lief sie in Kaunas (Litauen) auf den elften Platz. Bereits 2008 war Krebs im Erwachsenenbereich erstmals Deutsche Meisterin über 1500 Meter und hatte 2007 bei den Deutschen Meisterschaften schon Bronze geholt. 2009 konnte sie den Titel verteidigen und gewann außerdem mit der 3-mal-800-Meter-Staffel gemeinsam mit Monika Merl und Janina Goldfuß. Die Team-Europameisterschaft gewann sie in der Mannschaftswertung.
2010 und 2011 wurde Krebs Deutsche Hallenmeisterin über 1500 Meter. In beiden Jahren startete sie bei der Team-Europameisterschaft, in Bergen wurde sie Zwölfte und in Stockholm Achte. Außerdem lief sie 2011 bei den Militärweltmeisterschaften in Rio auf den zweiten und bei der Universiade in Shenzhen auf den fünften Platz. Nachdem zuerst zwei Russinen und dann auch noch die Siegerin Aslı Çakır Alptekin wegen Dopings disqualifiziert wurden, erhielt Krebs 2015 nachträglich die Silbermedaille.
2012 wurde Krebs Deutsche Vizemeisterin und qualifizierte sich für die Europameisterschaften in Helsinki, wo sie das Halbfinale erreichte. Aufgrund der oben genannten Dopingproblematik wäre Krebs nachträglich eine Teilnehmerin des EM-Finals gewesen.
2013 holte sie bei den Deutschen Meisterschaften Bronze über 800 Meter.
2014 wurde Krebs über 1500 Meter Deutsche Hallenvizemeisterin und kam bei den Deutschen Meisterschaften auf den 3. Platz.
2015 und 2016 konnte sie bei Deutschen Meisterschaften kein Edelmetall erringen. Krebs erreichte 2016 die geforderte EM Norm (4:09,00 min), wurde aber aufgrund der Erbringung nach dem Qualifikationszeitraum nicht nominiert. Darüber hinaus wurden sie trotz Platzierung unter den Top 45 auf der Road-to-Rio Liste nicht für die Olympischen Spiele in Rio de Janeiro berücksichtigt.
2017 wurde Krebs bei den Deutschen Hallenmeisterschaften über 1500 Meter Zweite.
2018 qualifizierte sie sich Krebs zwar für das Finale über 1500 Meter bei den Deutschen Hallenmeisterschaften, konnte den Lauf aber verletzungsbedingt nicht antreten. Bei den Deutschen Meisterschaften holte sie mit persönlicher Bestleistung Bronze über 5000 Meter. Im Finale über 5000 Meter bei den Europameisterschaften erreichte Krebs den 14. Platz, nachdem sie über eine vor ihr gestürzte Athletin fiel und sich neben Schnittwunden auch einen Außenbandriss mit einer Knöchelverletzung zugezogen hatte.
Krebs gehört seit der Leistungssportreform 2017/18 dem Ergänzungskader des Deutschen Leichtathletik-Verbandes (DLV) an und war zuvor im B-Kader des DLV.
2021 beendete Krebs ihre Karriere.

## Vereinszugehörigkeiten
Denise Krebs startete bis 2005 für die Unterländer LG, bis 2007 für die TSG Heilbronn. Anschließend ging sie bis 2017 für den TV Wattenscheid 01 an den Start und seit Januar 2018 für den TSV Bayer 04 Leverkusen.

## Persönliche Bestleistungen
(Stand: 12. August 2018)
Halle
- 800 m: 2:07,45 min, 3. Februar 2016, Düsseldorf
- 1500 m: 4:15,89 min, 17. Februar 2016, Athlone (IRL)
- 3000 m: 9:10,07 min, 22. Januar 2012, Dortmund

Freiluft
- 800 m: 2:02,12 min, 1. August 2012, Pfungstadt
- 1500 m: 4:06,01 min, 25. Mai 2012, Dessau
- 3000 m: 9:10,08 min, 10. Mai 2021, Pliezhausen
- 5000 m: 15:26,58 min, 22. Juli 2018, Nürnberg
- 10-km-Straßenlauf: 33:58 min, 4. März 2018, Leverkusen

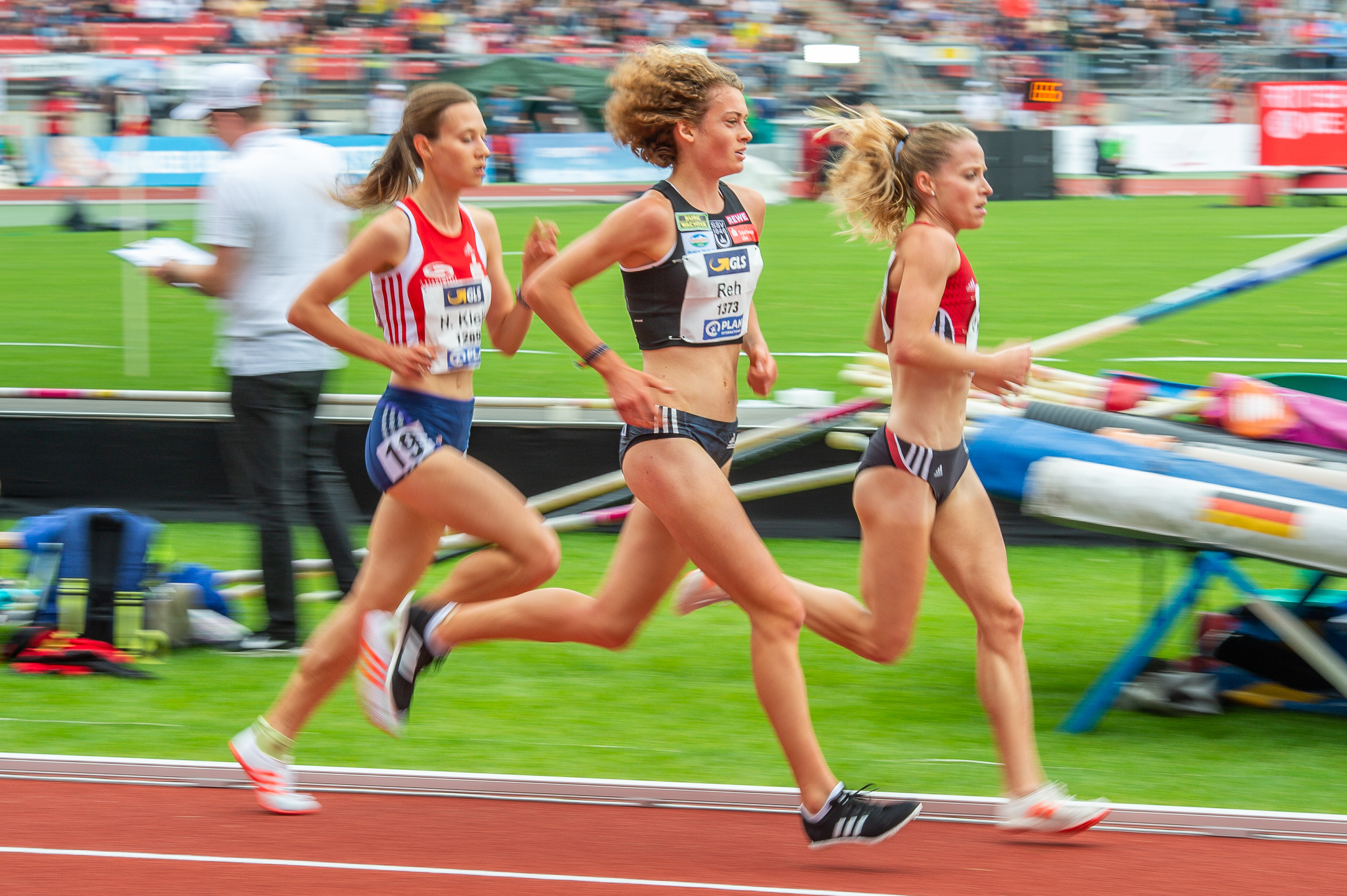
Denise Krebs beim 5000-Meter-Lauf in Nürnberg (DM 2018) vor Alina Reh und Hanna Klein. Am Ende gewann Klein Gold, vor Reh Silber und Krebs (mit persönlicher Bestleistung) Bronze.

## Erfolge
national
- 2003: 7. Platz Deutsche Jugendhallenmeisterschaften (U18) (800 m)
- 2003: 3. Platz Deutsche Jugendmeisterschaften (U18) (800 m)
- 2004: 6. Platz Deutsche Jugendhallenmeisterschaften (U18) (800 m)
- 2004: 4. Platz Deutsche Jugendmeisterschaften (U18) (800 m)
- 2005: 3. Platz Deutsche Jugendhallenmeisterschaften (U20) (1500 m)
- 2006: Deutsche Hallenvizemeisterin (1500 m)
- 2006: Deutsche Jugendmeisterin (U20) (1500 m)
- 2007: 3. Platz Deutsche Meisterschaften (1500 m)
- 2007: Deutsche Juniorenmeisterin (U23) (1500 m)
- 2008: Deutsche Hallenvizemeisterin (1500 m)
- 2008: Deutsche Meisterin (1500 m)
- 2008: Deutsche Vizemeisterin (3 × 800 m)
- 2008: Deutsche Juniorenmeisterin (U23) (1500 m)
- 2009: Deutsche Juniorenmeisterin (U23) (1500 m)
- 2009: Deutsche Meisterin (1500 m)
- 2009: Deutsche Meisterin (3 × 800 m)
- 2010: Deutsche Hallenmeisterin (1500 m)
- 2011: Deutsche Hallenmeisterin (1500 m)
- 2012: Deutsche Vizemeisterin (1500 m 4 × 400 m)
- 2013: 3. Platz Deutsche Meisterschaften (800 m)
- 2014: Deutsche Hallenvizemeisterin (1500 m)
- 2014: 3. Platz Deutsche Meisterschaften (1500 m)
- 2015: 11. Platz Deutsche Meisterschaften (1500 m)
- 2016: 5. Platz Deutsche Meisterschaften (1500 m)
- 2017: Deutsche Hallenvizemeisterin (1500 m)
- 2017: 5. Platz Deutsche Meisterschaften (1500 m)
- 2018: 3. Platz Deutsche Meisterschaften (5000 m)
- 2018: 8. Platz Deutsche Meisterschaften (3 × 800 m)

international
- 2006: Teilnahme Juniorenweltmeisterschaften (U20) (1500 m)
- 2009: Team-Europameisterin (Mannschaft)
- 2009: 11. Platz Team-Europameisterschaft (1500 m)
- 2009: 11. Platz U23-Europameisterschaften 2009 (1500 m)
- 2010: 3. Platz Team-Europameisterschaft (Mannschaft)
- 2010: 12. Platz Team-Europameisterschaft (1500 m)
- 2011: 5. Platz Militär-Cross-Europameisterschaften
- 2011: Team-Vizeeuropameisterin (Mannschaft)
- 2011: 8. Platz Team-Europameisterschaft (1500 m)
- 2011: Vizemilitärweltmeisterin (1500 m)
- 2011: 2. Platz Sommer-Universiade (1500 m)
- 2012: 15. Platz Europameisterschaften (1500 m)
- 2018: 14. Platz Europameisterschaften (5000 m)